# Безодня (фільм)
«Безодня» (англ. The Abyss) — американський науково-фантастичний фільм 1989 року режисера Джеймса Кемерона. Головні ролі в ньому зіграли Ед Гарріс, Мері Елізабет Мастрантоніо та Майкл Бін.
Гасло фільму: «Коли ти дивишся у безодню, безодня дивиться на тебе» (Фрідріх Ніцше).

## Сюжет
Підводний човен ВМС США «Монтана» стикається з невідомим надзвичайно швидким об'єктом в Кайманському жолобі. Переслідуючи його, човен зазнає його впливу, що призводить до численних несправностей. Втративши керування, «Монтана» розбивається об підводні скелі. В цей регіон прямують радянські підводні човни, тому ВМС США залучає для порятунку ядерних боєголовок з «Монтани» команду водолазів з розташованої неподалік підводної бурової платформи «Діп Кор». Команду ВМС супроводжує до платформи її проєктувальниця Ліндсі Брігман. Її чоловік Вірджил Брігман, з яким вона не живе разом, саме працює на платформі виконробом. Його команді обіцяють потрійну винагороду, тому він погоджується допомогти, якщо підводникам нічого не загрожуватиме.
Брігман і Ліндсі об'єднують зусилля, хоча ставляться одне до одного неприязно. Лейтенант Гайрем Коффі показує дихальну рідину для робіт на великій глибині, зануривши в неї ручного щура. Буровики та спецпризначенці оглядають затонулий підводний човен. Спецпризначенець Джемер вирушає оглянути дальні відсіки, він чогось лякається і панікує. Вирушивши на його пошуки, Брігман бачить дивну сяйливу істоту. Вона стрімко покидає човен і зникає в підводній западині. Вважаючи, що це невідомий радянський підводний апарат, команда спецпризначенців потай готується підірвати одну з боєголовок, аби «Монтана» не дісталася ворогу.
Тим часом на поверхні знаходиться корабель «Бентік Експлорер», поєднаний з «Діп Кор» кабелем. Наближається шторм, тож водолази намагаються з допомогою батискафа «Гуляка» відчепити кабель, але їм це не вдається. Корабель відносить штормом і він тягне за собою платформу до краю підводної западини. Камені на дні зупиняють платформу, проте кабель рветься і падає на неї, спричиняючи пробоїни та пожежу. Кілька відсіків платформи затоплює, але водолази беруться за ремонт. Ліндсі вирушає під'єднати баки з киснем та бачить ту саму істоту, а потім іще більшу, що нагадує органічний підводний човен. Повернувшись на платформу, Ліндсі розповідає про зустріч і вважає, що то були машини нелюдських розумних істот.
На платформу проникає водяне щупальце, що побачивши Ліндсі копіює її лице. Хоча наміри створіння виглядають дружніми, лейтенант Гайрем Коффі стає параноїком під впливом високого тиску. Втративши здоровий глузд, він замислює скинути в западину боєголовку та підірвати її, щоб знищити ту силу, котра там оселилася. Брігман і Де Враєс намагаються дістатися до Коффі через підводний люк під станцією, але той виявляється заблокованим. Брігман пливе до басейну бурової шахти платформи, де виявляє, що боєголовка прикріплена до батискафа. Брігман і Ліндсі на другому батискафі намагаються йому перешкодити, Коффі втрачає керування, його апарат тоне, але і Брігмана отримує пробоїну. На борту є лише одна дихальна маска, тож Ліндсі погоджується захлинутися в холодній воді, щоб життєдіяльність сповільнилась і Брігман встиг повернути її на платформу. Він лишає її з рештою екіпажу, а сам вирушає в глибини знешкодити боєголовку.
Використовуючи дихальну рідину, Брігман спускається у водолазному костюмі вглиб, щоб знешкодити боєголовку. Оскільки він не може говорити в такому стані, єдиним зв'язком з «Діп Кор» лишаються текстові повідомлення через радіо. Йому вдається знешкодити боєголовку, але кисню на підйом не лишається. Брігман шле на платформу текстове прощальне повідомлення для дружини. Несподівано його рятують жителі западини — підводна цивілізація, кораблі якої нагадують сяйливих підводних тварин. Вони створюють для Брігмана повітряну кишеню, де він може дихати.
Істоти показують Брігману його повідомлення та дають зрозуміти, що цінують його готовність на самопожертву заради них. Із западини спливає величезний корабель підводної цивілізації, піднімаючи на поверхню Брігмана і платформу з її екіпажем.
В режисерській версії жителі западини показують Брігману в повітряній кишені, що світ тим часом перебуває на межі світової війни. Вони створюють в океані цунамі, що наближається до узбереж по всій планеті, аби зупинити людство, котрому загрожує загибель у власних війнах. Проте істоти цінують самопожертву Брігмана, тому повертають цунамі назад, обмежившись попередженням. Після цього вони підіймають Брігмана і платформу на поверхню.

## Творці фільму
Режисер
- Джеймс Кемерон

Автор сценарію
- Джеймс Кемерон

Продюсери
- Гейл Енн Герд / Gale Anne Hurd[en] .. продюсер
- Ван Лінь / Van Ling[en] .. продюсер (спеціальне видання)

Актори та персонажі
- Ед Гарріс .. Вірджил «Бад» Брігман
- Мері Елізабет Мастрантоніо … Ліндсі Брігман
- Майкл Бін .. лейтенант Гайрем Коффі
- Лео Бурместер[en] .. Кетфіш Де Врі
- Тодд Графф .. Ален «Хіпі» Карнс
- Джон Бедфорд Ллойд[en] .. Джамер Вілліс
- J.C. Quinn.. Арлісс «Соні» Довсон
- Кімберлі Скотт[en] .. Ліза «Одна Ніч» Стендінг
- Капітан Кідд Брюер молодший .. Лю Фінлер

Композитор
- Алан Сільвестрі

Оператор
- Майкл Саломон[en]

## Нагороди
- Оскар 1990 рік
  - Переможець: Найкращі візуальні ефекти
  - Номінації: Найкраща робота оператора, Найкращі декорації, Найкращий звук

## Цікаві факти
- Сценарист Луіс Абернаті продав свій сценарій фільму «Глибинна зірка шість» у той час, коли його друг Дж. Кемерон працював над фільмом «Безодня». Попри прохання Кемерона притримати «Зірку», щоб не створювати конкуренції для «Безодні», Абернаті почав працювати над фільмом і став персоною нон ґрата для Кемерона аж доки вони не відновили дружні стосунки під час співпраці у вересні 1995, знімаючи занурення для «Титаніка» (1997).
- Сцени під водою знімали у недобудованій атомній електростанції Чірокі[en]). Знадобилося 26,5 млн літрів води, щоб наповнити резервуар на глибину 12 метрів — це найбільший підводний знімальний майданчик.
- Глибина (12 м) та час проведений під водою призвели до того, що актори та знімальна група мали проходити декомпресію.
- Зйомки також проходили у найбільшому підземному озері у світі — шахта у Бон Терре, яке використали як задній план для декількох підводних кадрів.